# Katalin Pitti

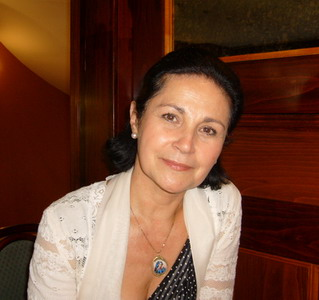
Katalin Pitti (2009)

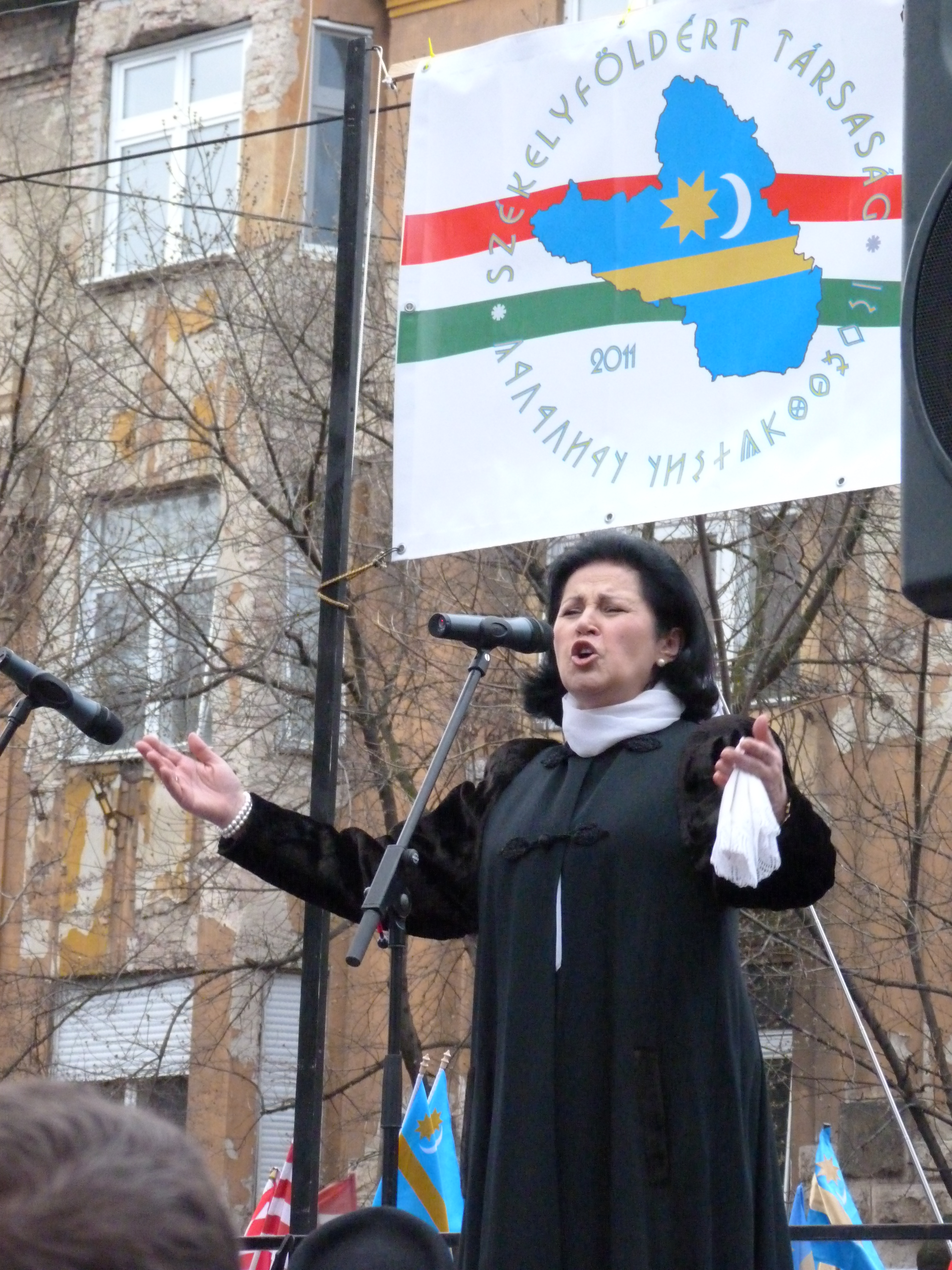
Tag der Szekler-Freiheit (Székely Szabadság Napja) in Budapest 2013

Katalin Pitti von Boeselager (* 7. Dezember 1951 in Szentes, Ungarn) ist eine ungarische Opernsängerin (Sopran).

## Leben
Sie begann 1972 ihr Gesangsstudium am Béla-Bartók-Konservatorium in Budapest und war bis 1977 an der dortigen Franz-Liszt-Musikakademie Schülerin von Jenő Sipos. Ab 1975 nahm sie an Meisterkursen teil, die die deutsche Sopranistin Irmgard Seefried in Wien veranstaltete. Zum Beginn ihrer Karriere erfolgte im Jahr 1976 die Auszeichnung zur Bachpreisträgerin des Internationalen Bachwettbewerbes in Leipzig, in dem sie mit dem 2. Preis (Gesang Damen) ausgezeichnet wurde. Im Jahr 1978 trat sie beim Tschaikowski-Wettbewerb in Moskau auf. Im Jahr 1977 erfolgte ihr Bühnendebüt an der Ungarischen Staatsoper von Budapest in der Partie der Desdemona in Verdis Otello. Seitdem blieb sie bis 2001 als Solistin der Ungarischen Staatsoper tätig und wurde zu einer der herausragenden Sopranistinnen Ungarns.
Sie sang vor allem Partien aus der italienischen (Giuseppe Verdi, Giacomo Puccini) wie auch aus der ungarischen und der slawischen Opernliteratur. Man hörte sie an der Budapester Staatsoper u. a. als Giulietta in Hoffmanns Erzählungen, als Saffi in Der Zigeunerbaron und 1992 als Marie in Wozzeck von Alban Berg. Auch im Konzertsaal kam sie zu einer erfolgreichen Karriere sowohl in ihrer ungarischen Heimat wie auch als Gast im Ausland. Katalin Pitti kam mehrmals, zuletzt 2013, nach Neu-Ulm und sang Arien in der Petrikirche. Sie hat sich bei mehreren Tonaufnahmen in Tonstudios beteiligt und in ungarischen Opernfilmen die Hauptrolle gespielt. Beim ungarischen Musiklabel Hungaroton sang sie die Partie Schwester Genovieffa aus Suor Angelica nach Giacomo Puccini und bei Supraphon/Koch die Genoveva aus Das Paradies und die Peri nach Robert Schumann. Im Jahr 1985 erhielt sie den Franz-Liszt-Preis (Liszt Ferenc-díj) und 2011 den Verdienter-Künstler-Ungarn-Preis (Magyarország Érdemes Művésze díj). Im Jahr 2012 ist Katalin Pitti zur Ehrenbürgerin Budapests gewählt worden.
Am 6. August 1995 heiratete sie Wolfhard Freiherr von Boeselager in der Matthiaskirche auf dem Budapester Burgberg. Sie kamen 1996 nach Miskolc, wo die Inbetriebnahme des Csilla-von-Boeselager-Hauses erfolgte und Katalin Pitti von Boeselager das Ave Maria von „Bach/Gounod“ sang. Gegenwärtig ist sie als freie Künstlerin tätig, die sich der Liedkunst verschrieben hat und gibt als Lehrerin ihr Können weiter. Sie sang mehrmals auf Schloss Höllinghofen, dem Stammsitz des Ehemanns Wolfhard von Boeselager.
Anfang der 2000er Jahre trennten sich Wolfhard von Boeselager und Katalin Pitti.